# Ewa Łuskina
Ewa Łuskina (ur. 10 września 1879 w Krakowie, zm. 3 października 1942 tamże) – polska poetka, nowelistka, powieściopisarka.

## Życiorys
Zdobyła jedynie średnie wykształcenie. Wraz z matką prowadziła mały pensjonat w Zakopanem. Pierwsze utwory drukowała w „Życiu” Przybyszewskiego i „Chimerze”. W jej twórczości obecne były typowe cechy modernistycznego dekadentyzmu i estetyzmu, jak zamiłowanie do sytuacji wyjątkowych, psychicznych perwersji, zmysłowego przepychu, stylizowanej formy. Jej zbiór nowel Chińskim tuszem (1906) i powieść Viraginitas (1906) w charakterystyczny dla epoki sposób opisywały odwiecznie przyciąganie się i walkę płci, korzystając z inspiracji impresjonizmem i panseksualizmem.

## Galeria

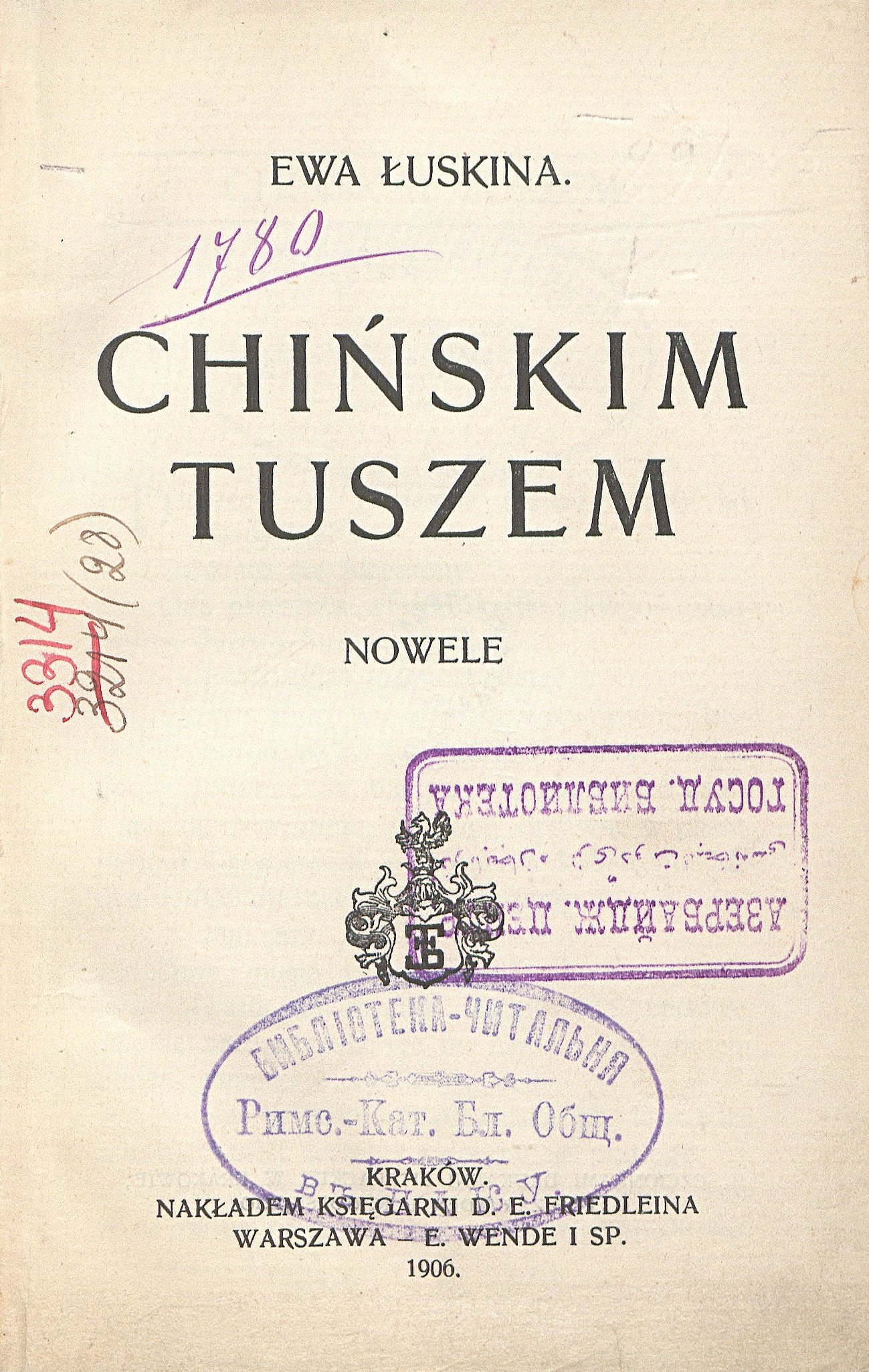
Chińskim tuszem : nowele (1906)
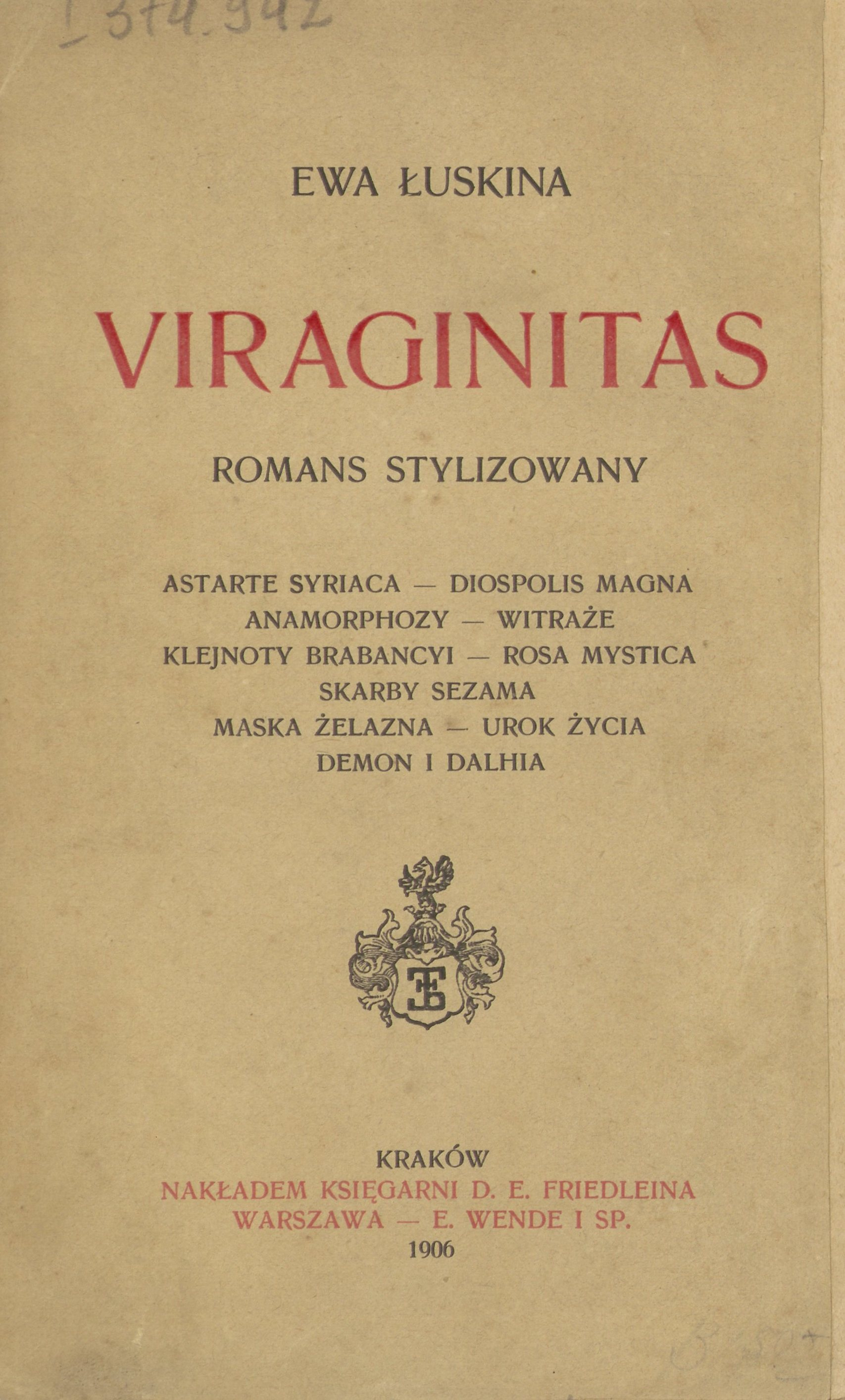
Viraginitas : romans stylizowany (1906)
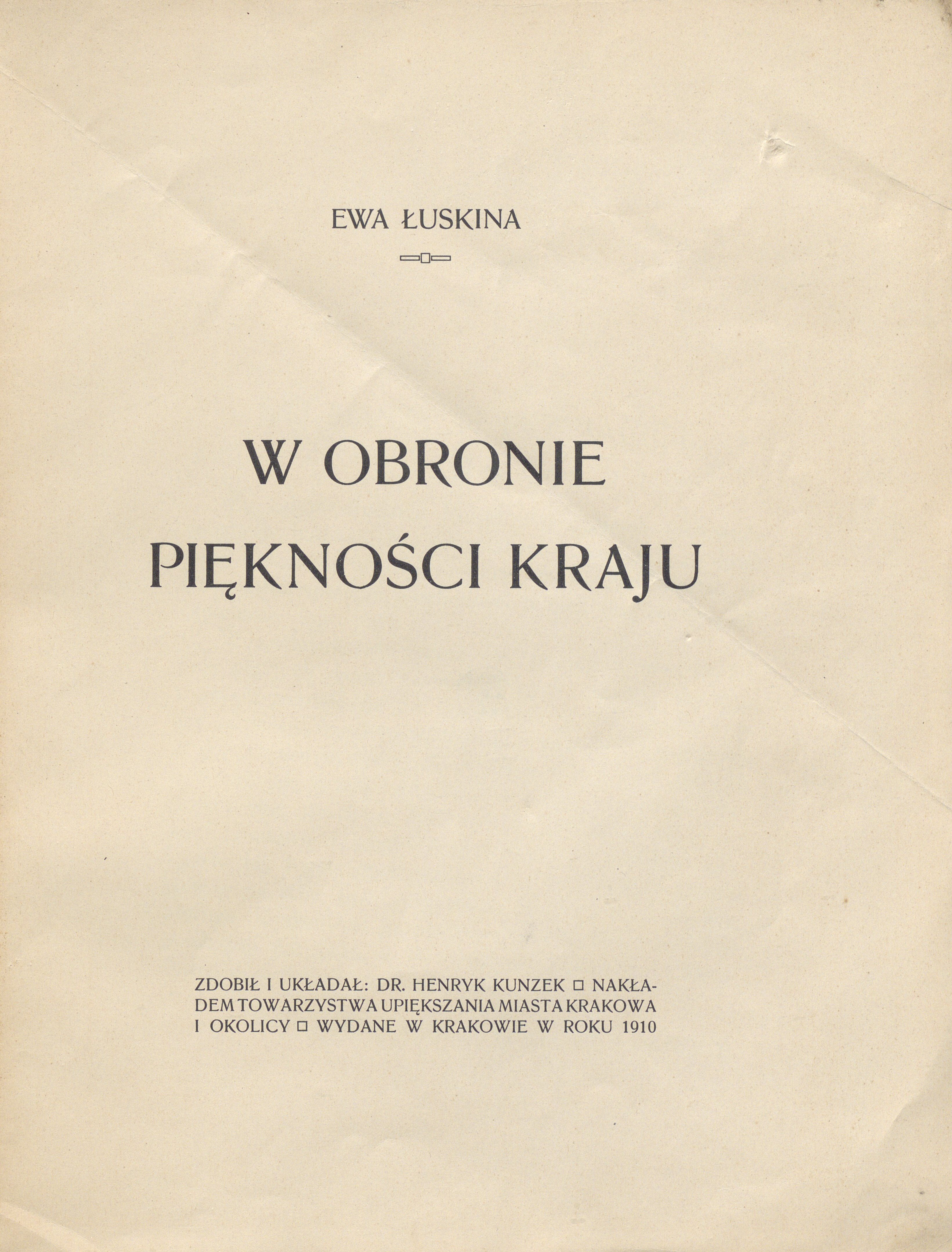
W obronie piękności kraju (1910)